# Еенбіхль
Еенбіхль (нім. Ehenbichl) —  громада округу Ройтте у землі Тіроль, Австрія.
Еенбіхль лежить на висоті 862 м над рівнем моря і займає площу 7,3 км². Громада налічує 810 мешканців.
Густота населення 111/км².
|                                   |
| Еенбіхль на мапі округу та землі. |

 Адреса управління громади: Schulweg 10, 6600 Ehenbichl.